# 肯嫩
肯嫩（德語：Könnern，發音：[ˈkœnɐn] ⓘ）是德国萨克森-安哈尔特州萨尔茨兰县的城市，面积125.28平方千米，2023年12月31日人口为8,115人。